# 7 World Trade Center
Cet article concerne un gratte-ciel de New York. Pour les autres bâtiments, voir World Trade Center (homonymie).
Le bâtiment 7 du World Trade Center (ou WTC 7) est un gratte-ciel de New York situé près du site du World Trade Center dans le Lower Manhattan. Le nom de World Trade Center 7 fait référence à deux gratte-ciel : l'édifice original, construit en 1984, et la structure actuelle. L'immeuble original fut détruit à la suite des attentats du 11 septembre 2001 et fut donc remplacé par le nouveau World Trade Center 7 qui a été inauguré en 2006. Les deux gratte-ciel ont été financés par Larry Silverstein et construits sur un terrain loué par la Port Authority of New York and New Jersey.
Le gratte-ciel original possédait 47 étages, un revêtement de façade en ciment rouge et une emprise au sol trapézoïdale. Une passerelle en hauteur permettait de relier le WTC 7 avec le World Trade Center plaza. Le gratte-ciel était situé au-dessus d'une centrale électrique de la compagnie Consolidated Edison, qui imposait donc des contraintes de structure et de design. Quand le building ouvrit en 1987, Silverstein eut des difficultés à attirer des locataires. En 1988, Salomon Brothers signa un bail de long terme devenant ainsi le principal locataire de l'immeuble. Le 11 septembre 2001 le gratte-ciel fut endommagé par des débris quand les tours jumelles se sont effondrées. Son intégrité structurale fut d'autant plus compromise qu'il y eut des incendies dans l'immeuble tout l'après-midi. Le World Trade Center 7 original s'effondra à 17 h 20 le 11 septembre.
La construction du nouveau WTC 7 commença en 2002 et s'acheva en 2006. Il est haut de 52 étages et est toujours situé au-dessus de la station électrique susmentionnée. Il est construit sur une surface au sol plus faible que le gratte-ciel original pour permettre la restauration de Greenwich Street de TriBeCa au sud de Battery Park en passant par le World Trade Center. Le nouveau bâtiment est entouré des rues Greenwich, Vesey, Washington et Barclay. Un petit parc de l'autre côté de Greenwich Street occupe une partie de la surface au sol du gratte-ciel original. Le design du World Trade Center 7 met l'accent sur la sécurité, avec un cœur en béton armé, avec de larges escaliers, une épaisse couche d'ignifugé autour des colonnes d'acier et possède des caractéristiques HQE.

## Le bâtiment de 1983 à 2001
La tour d'origine avait 47 étages, créée par Emery Roth & Sons, avec une façade rouge. La tour mesurait 610 pieds (186 m) et avait une forme trapézoïdale de 330 pieds (101 m) de long pour une largeur de 140 pieds (43 m). Tishman Realty & Construction ont dirigé la construction du bâtiment qui a débuté en 1983. En mars 1987, le bâtiment a ouvert ses portes et est devenu la septième structure du World Trade Center.

### Caractéristiques

Le WTC 7 au nord de l'ancien complexe, fortement endommagé par les attentats du 11 septembre 2001.

De forme trapézoïdale, sa structure porteuse interne était constituée de 24 énormes colonnes d'acier, disposées en rectangle en dissymétrie dans le trapèze. La périphérie était constituée de 57 colonnes rapprochées pour ce qui est des côtés du trapèze et plus éloignées les unes des autres pour les deux autres faces (parallèles).
L'immeuble WTC 7 possédait plusieurs réservoirs de carburant :
- 5 générateurs de secours, dont un réservé au Secret Service, au 9e étage. Pas d'autres installations au-dessus de ce niveau ;
- plusieurs réservoirs de 1 041 litres (275 gallons) d'essence aux niveaux 5, 7 et 8, à proximité des générateurs ;
- un réservoir d'essence de plus de 200 litres au 9e étage, à proximité des générateurs ;
- un réservoir de 22 700 litres d'essence aux niveaux 2 et 3, à proximité de la banque d'ascenseurs ;
- au rez-de-chaussée, des réservoirs de stockage et d'alimentation des réservoirs secondaires en étage : l'un de 22 700 litres et deux autres de 45 425 litres d'essence.

La centrale électrique Consolidated Edison, sur laquelle reposait la tour, était prévue pour pouvoir supporter le poids d'un immeuble de 25 étages et d'une superficie de 660 000 pieds2 (55 700 m2). Finalement, la structure de la tour 7 fut plus grande que ce qui était prévu lors de la construction de la centrale.
La structure du WTC 7 possédait quelques caractéristiques qui permirent cette construction plus grande que prévu. Un système de colonnes et de poutres situées entre les niveaux 5 et 7 permettait d'effectuer un transfert des masses à la base de la structure. Les fondations primaires, datant de 1967, furent utilisées, avec de nouvelles, pour accueillir le bâtiment. C'est le cinquième étage qui fonctionnait à l'instar d'un diaphragme structurel pour assurer la stabilité latérale et la répartition des charges entre les fondations. Au-dessus du septième étage, la structure présente un design tubulaire typique, avec des colonnes sur les côtés et au centre.
Un quai de chargement/déchargement, employé pour la totalité du complexe du WTC, occupait la partie est du bâtiment. L'immeuble était ouvert en dessous du troisième étage, de façon à laisser l'accès des camions au quai.
La protection anti-feu des éléments en acier de la structure était un dérivé de gypse et offrait une action de deux heures pour les poutres et de trois heures pour les colonnes.

### Les locataires
Le principal occupant était l'entreprise Salomon Smith Barney, filiale de la Citigroup, avec 64 % de la superficie des bureaux. D'autres sociétés comme American Express, Standard Chartered occupaient des locaux. Il abritait aussi des services officiels avec un bureau de la CIA, du Department of Defense et l'Internal Revenue Service qui occupaient tout le 25e étage, un bureau des USSS, la Securities and Exchange Commission (SEC), ainsi que le poste de commandement des situations d'urgence de la mairie de New York (tout un étage renforcé contre les attaques terroristes).

### Effondrement le 11 septembre

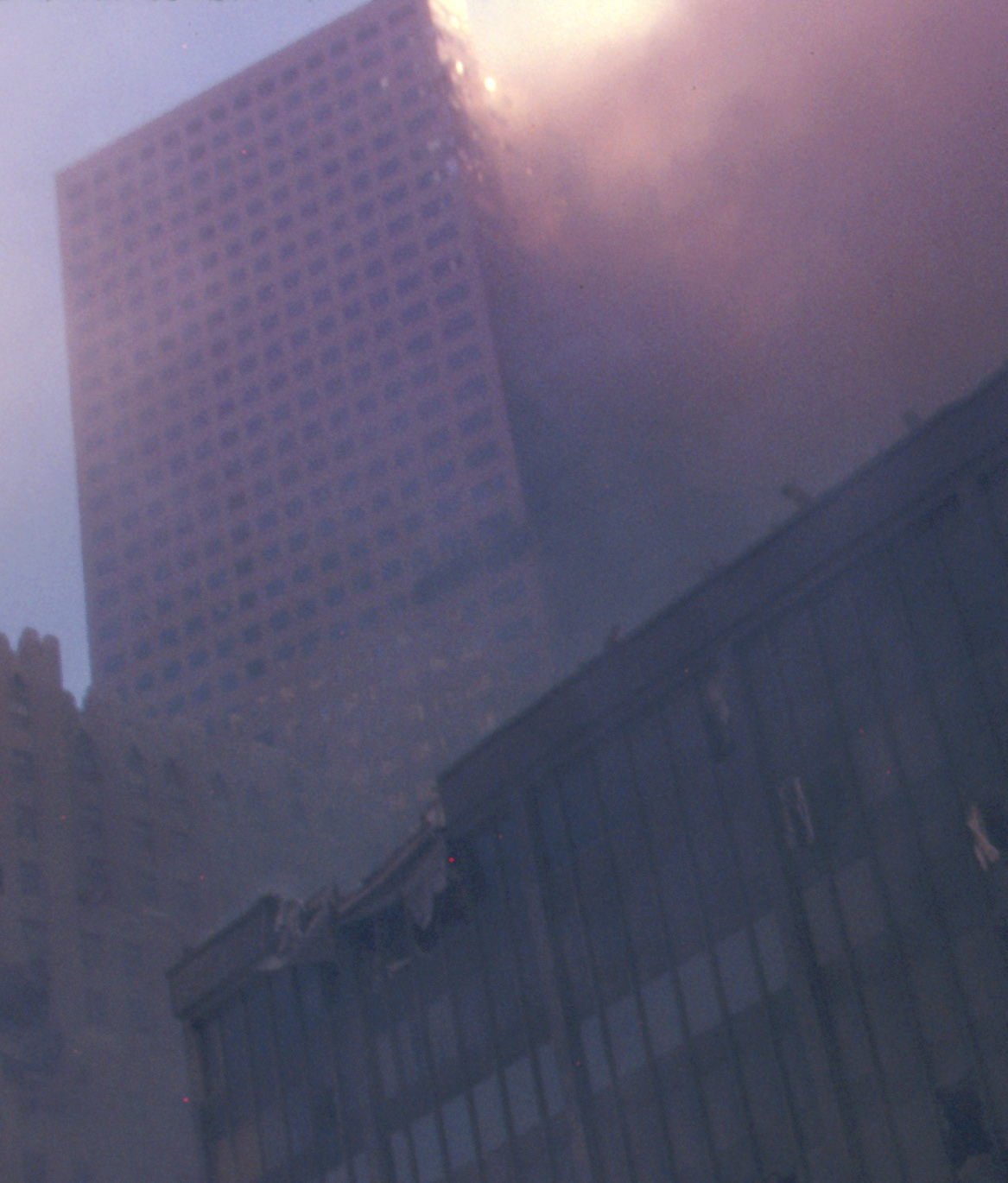
Le bâtiment no 7, le 11-Septembre, avant son effondrement.

Au matin du mardi 11 septembre 2001, deux avions de ligne, détournés par des pirates de l'air terroristes d'Al-Qaïda, s'écrasent contre les deux tours jumelles du World Trade Center, à 8 h 46 et 9 h 3. Les crashs provoquant d'importants incendies dans les étages touchés, les bâtiments s'écroulent totalement à 9 h 59 et 10 h 28.
Dans leurs chutes, les Twin Towers provoquèrent d'importants dommages, voire la destruction des autres bâtiments du complexe : l'Hôtel Marriott du World Trade Center (WTC 3), le WTC 4, le WTC 5 et le WTC 6.
Le WTC 7 reste debout au moment de la chute des deux tours. Toutefois, selon le rapport du NIST, le bâtiment est atteint par des débris métalliques chauds projetés sur sa face sud (en son tiers oriental) lors de l'effondrement de la tour Nord. Ces débris engendrent des incendies, avec des flammes sporadiquement et partiellement visibles côté nord, c'est-à-dire du côté opposé à la chute des débris (niveaux 11 à 13 et 28 à 30). Les incendies et les dégâts sont beaucoup plus importants côté sud mais une abondante fumée empêche les observations et les prises de vues et ne permet pas aux observateurs d'en mesurer la portée exacte.
Plus d'une vingtaine de témoignages — essentiellement de pompiers — exposent que, vers 16 h, l'évacuation du bâtiment fut ordonnée par crainte d'un effondrement. Les déclarations du propriétaire, Larry Silverstein, indiquent que (en accord avec les chefs des pompiers) la lutte contre les feux devait être abandonnée, en raison du risque d'embrasement des réserves d'hydrocarbures situées dans les étages inférieurs. Pour qualifier la décision qu'il venait de prendre, il utilisa l'expression « pull it » (littéralement : « tirez-le », mais qui dans le contexte peut prendre le sens d'« abandonner », de « se retirer »), ce qu'il raconte lors d'un documentaire de la chaîne publique PBS diffusé le 10 septembre 2002, ce qui généra des spéculations. L'alerte est donnée signalant que cet immeuble allait s'effondrer, ce qu'il finit effectivement par faire à 17 h 20.
En août 2008, le NIST a publié, après trois ans d'études, un rapport concernant l'effondrement de WTC 7, concluant que le feu en était la cause principale.

## Reconstruction du 7 World Trade Center

### Design
Le nouveau 7 World Trade Center possède 49 étages avec une hauteur de 226 m (741 pieds). Le gratte-ciel a 42 étages d'espace locatif, démarrant au 11e étage et offrant 158 000 m2 d'espace de bureaux. Les dix premiers étages hébergent une station électrique fournissant de l'énergie pour le Lower Manhattan. La tour a une surface au sol plus restreinte que le gratte-ciel original. Cela permit de rénover la Greenwich Street dans le but de réunir TriBeCa et le district financier.
David Childs travailla avec le designer et spécialiste du verre James Carpenter pour créer un style utilisant un verre très clair et réfléchissant afin d'obtenir réflexion et lumière. De plus, de l'acier inoxydable traité a été utilisé derrière les vitres pour augmenter la réflexion du soleil. L'acier inoxydable utilisé pour la façade contient du molybdène assurant une forte résistance à la corrosion.

### Construction
Tishman Construction Corporation of New York commença la construction du nouveau World Trade Center 7 en 2002, peu après le déblayage des débris. Redémarrer la centrale électrique de la Consolidated Edison était une priorité afin de répondre à la demande d'énergie du Lower Manhattan. Parce que le World Trade Center 7 est séparé du site principal du World Trade Center, Larry Silverstein a eu besoin de l'approbation de la Port Authority of New York and New Jersey. La construction du WTC 7 n'était pas incluse dans le plan d'ensemble du World Trade Center de Daniel Libeskind, mais fut dessiné par le cabinet Skidmore, Owings and Merrill sous la direction de David Childs, qui a largement redessiné la Freedom Tower.
Une fois la construction de la station d'électricité terminée en 2003, la construction de la tour de bureaux démarra. Une approche inhabituelle fut utilisée dans la construction de ce gratte-ciel, érigeant la structure d'acier avant d'ajouter le cœur de béton. Cette approche permit de réduire le temps de construction de quelques mois. La construction fut terminée en 2006 pour un coût de 700 millions de dollars. Bien que Silverstein ait reçu 861 millions de dollars de l'assurance du gratte-ciel original, il a eu à rembourser 400 millions de dollars supplémentaires par de l'emprunt. Les coûts de la construction furent couverts par 475 millions de dollars de « Liberty Bonds », fournissant un financement détaxé pour aider à la reconstruction du Lower Manhattan et par l'argent de l'assurance restant après toutes les autres dépenses.
Un parc triangulaire de 1 400 m2 fut créé entre Greenwich Street et West Broadway par David Childs, Ken Smith et Annie Weinmayr, du cabinet Ken Smith Landscape Architect. Le parc comprend une place centrale avec une fontaine et des vergers de liquidambars et des buis bordant le parc. Au fur et à mesure des changements de saison, les couleurs du parc varient, fournissant ainsi un complément naturel à la tour adjacente. Au centre de la fontaine, le sculpteur Jeff Koons créa Ballon Flower (Red), qui est en acier poli et représente un ballon tordu en forme de fleur rouge.

### Ouverture du gratte-ciel
Le bâtiment fut inauguré le 23 mai 2006 avec un concert gratuit regroupant une dizaine d'artistes.
En mars 2007, 60 % de l'immeuble avait été loué. Moody's a signé un bail de 20 ans pour louer 15 étages de l'immeuble et parmi les autres locataires se trouvent ABN AMRO, Ameriprise Financial et la New York Academy of Sciences.

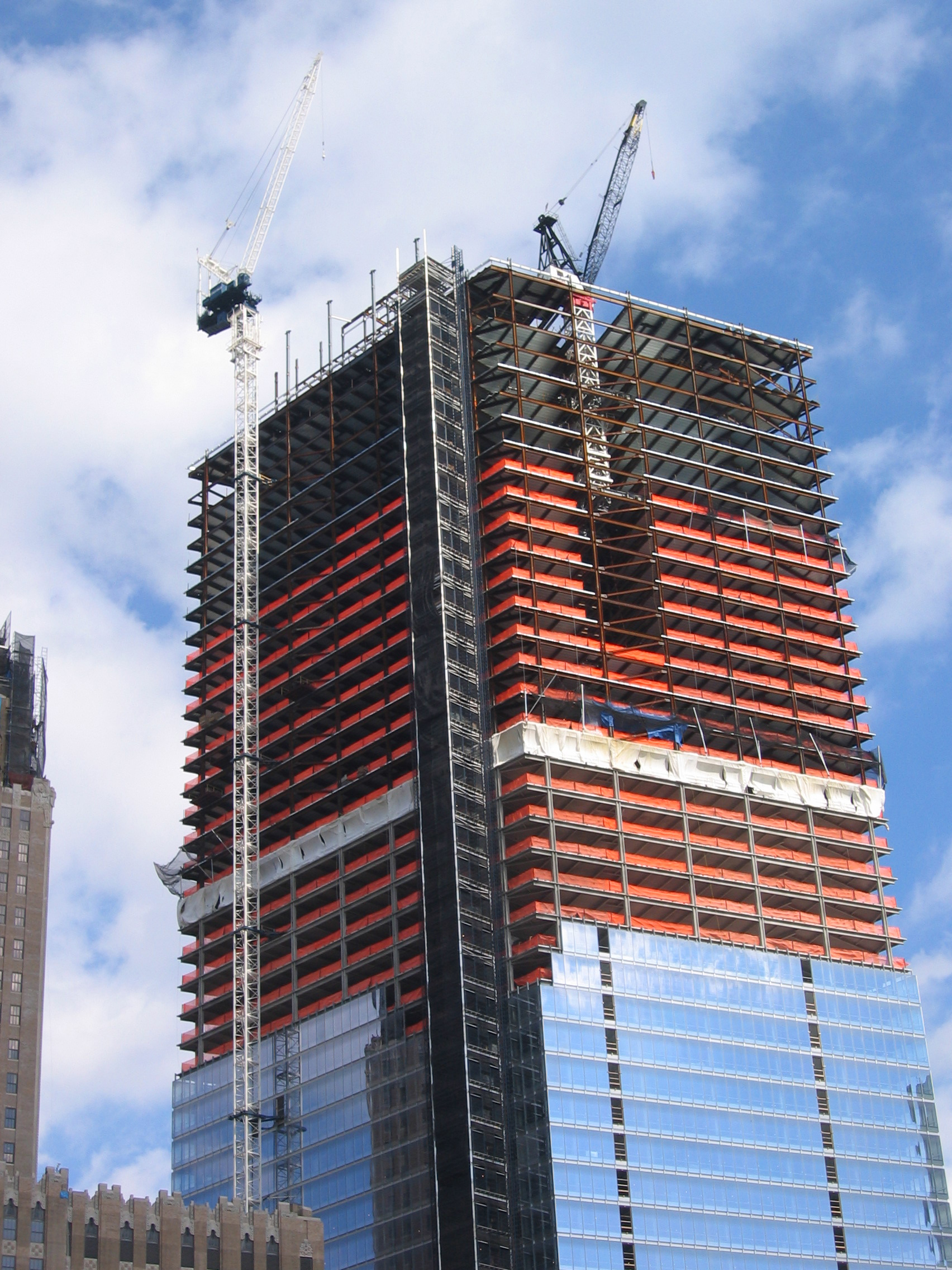
Le 7 World Trade Center en construction en octobre 2004

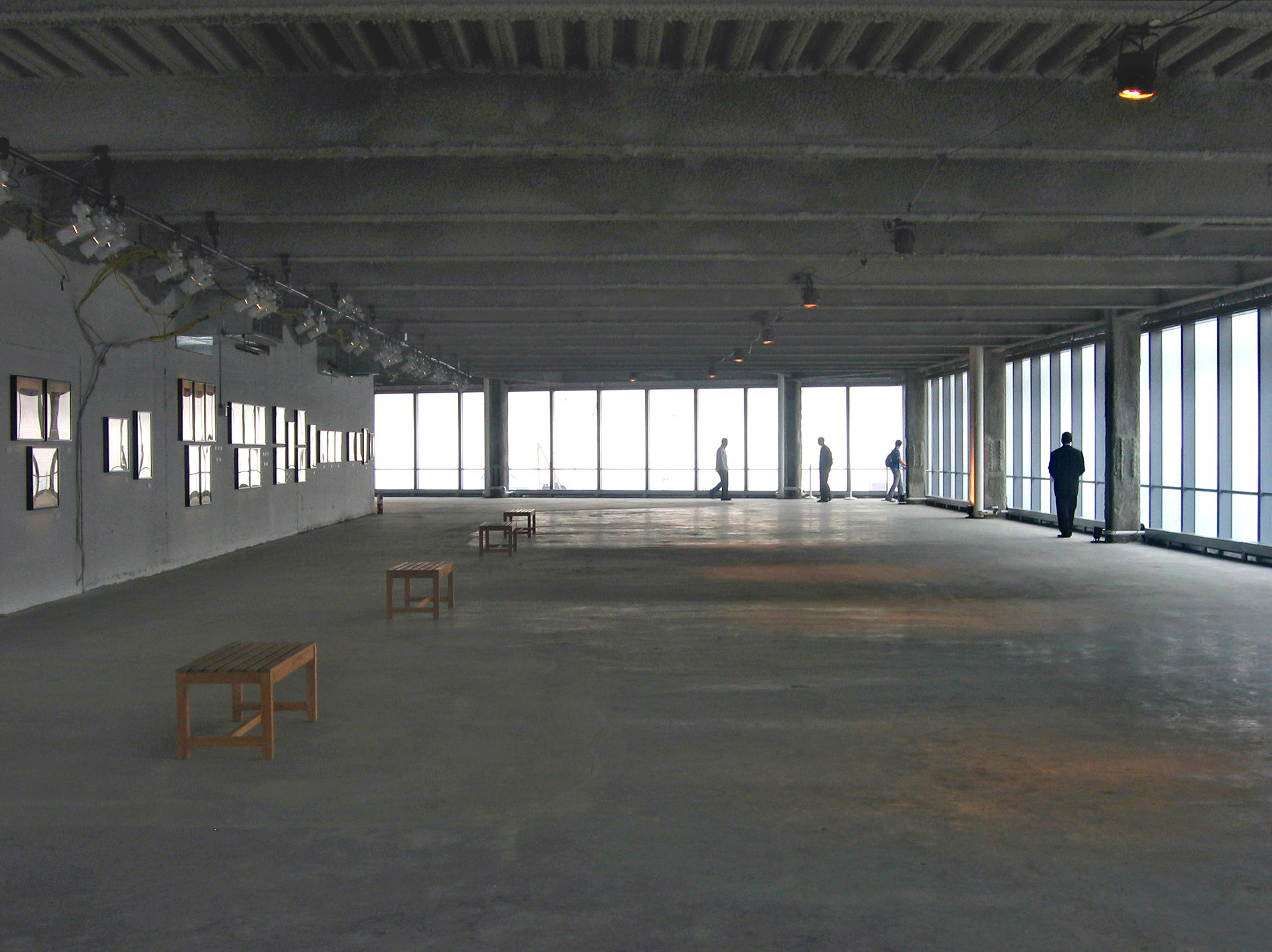
Le revêtement ignifugé est visible sur le plafond du du 7 World Trade Center en septembre 2006, quand l'espace n'était pas encore loué

#### Autres anciens bâtiments du complexe
- 1 et 2 World Trade Center
- Marriott World Trade Center (3 World Trade Center)
- 4 World Trade Center
- 5 World Trade Center
- 6 World Trade Center

#### Autres nouveaux bâtiments du complexe
- One World Trade Center
- Two World Trade Center
- Three World Trade Center
- Four World Trade Center
- Five World Trade Center